# Šachťorsk
Šachťorsk (rusky Шахтёрск) je sídlo městského typu v uglegorském okrese v Sachalinské oblasti Ruské federace. V roce 2023 zde žilo 6 572 obyvatel.

## Geografie
Šachťorsk se nachází v centrální části ostrova Sachalin u jeho západního pobřeží, na březích jezer Protočnoje a Tauro. Leží asi 350 km severozápadně od Južno-Sachalinsku, u Tatarského průlivu mezi Japonským a Ochotským mořem. 10 km od Šachťorsku se nachází okresní město Uglegorsk.

## Historie
V roce 1905, podle Portsmouthské mírové dohody, která ukončila rusko-japonskou válku, připadla jižní část ostrova Sachalin (až k 50. rovnoběžce) Japonsku. Na posílení svého vlivu na ostrově Japonsko založilo osadu Tōro.
V důsledku druhé světové války se jižní polovina Sachalinu včetně osady Tōro dostala pod správu Sovětského svazu. V roce 1947 byla osada povýšena na město a přejmenována na současný název Šachťorsk, který odkazuje na horníky těžící černé uhlí ve městě a jeho okolí.
Dne 19. prosince 2016 ztratil Šachťorsk městská práva a stal se sídlem městského typu.

## Populace
| Rok  | Počet obyvatel |
| ---- | -------------- |
| 1959 | 12.069         |
| 1970 | 11.476         |
| 1979 | 11.543         |
| 1989 | 12.945         |
| 2002 | 10.643         |
| 2010 | 8.382          |
| 2021 | 6.687          |
| 2023 | 6.572          |

Od rozpadu SSSR dochází k výraznému poklesu obyvatel. V roce 1989 zde žilo 12 945 lidí, v roce 2023 již jen 6 572. Obyvatelé se vystěhovávají zejména do evropské části Ruska, a to v důsledku vysoké kriminality a ekonomických faktorů.

## Hospodářství
Ekonomika Šachťorsku je ovlivňována především těžbou černého uhlí a uhelnou elektrárnou. Po roce 2000 došlo k uzavření většiny uhelných dolů a s tím souvisel odliv obyvatelstva z města. V roce 2017 byl uzavřen poslední uhelný důl Udarnajovskaja. Uhlí se od roku 2017 těží jen povrchově, a to v okolí města Uglegorsk, 10 km od Šachťorsku.
V Šachťorsku jsou v posledním desetiletí problémy s pitnou vodou, vodovodní potrubí je na některých místech ještě z éry japonské správy. Problémy s pitnou vodou vygradovaly na jaře 2021, kdy byli obyvatelé Šachťorsku čtyři týdny bez pitné vody, která musela být dovážena v cisternách.

## Doprava
V Šachťorsku fungovala až do roku 2017 úzkokolejná železnice, která sídlo spojovala s přístavem.
Nedaleko od Šachťorsku je letiště, které je schopno přijímat letadla Jak-40 a An-24. Do roku 2016 z letiště létaly pravidelné lety do Vladivostoku, Chabarovsku, Sovětské Gavaně a Južno-Sachalinsku. Od roku 2017 je pravidelné letecké spojení jen s Južno-Sachalinskem.
V Šachťorsku je důležitý námořní přístav, který v roce 2023 odbavil více než 13 milionů tun uhlí, což je nárůst o více než 21 % v porovnání s rokem 2022.

## Galerie

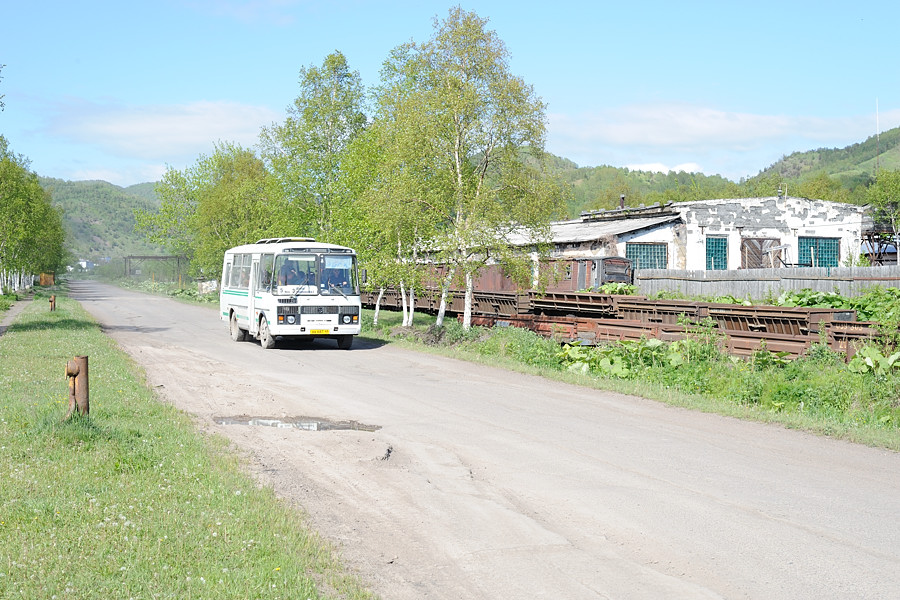
Chátrající železniční depo (2011)
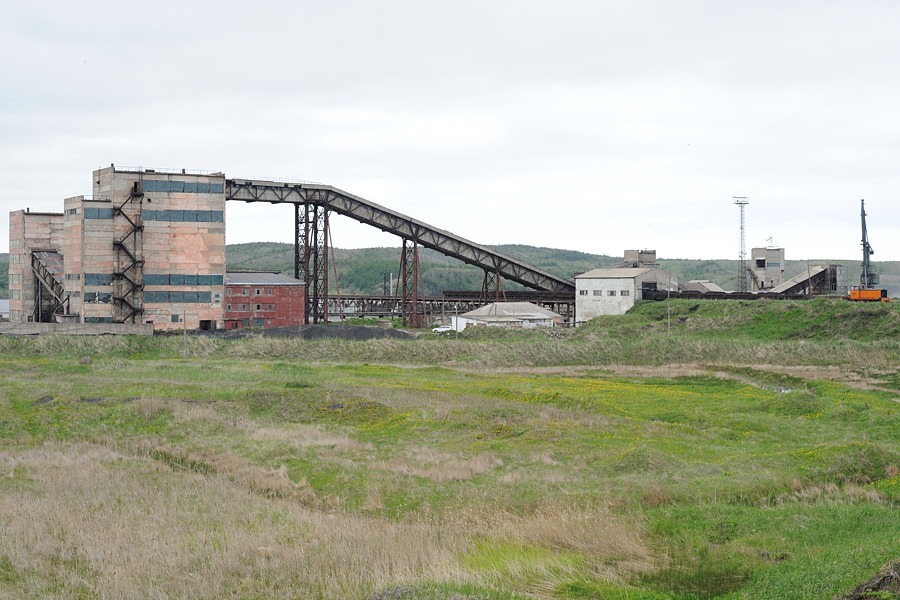
Zpracování uhlí (2011)
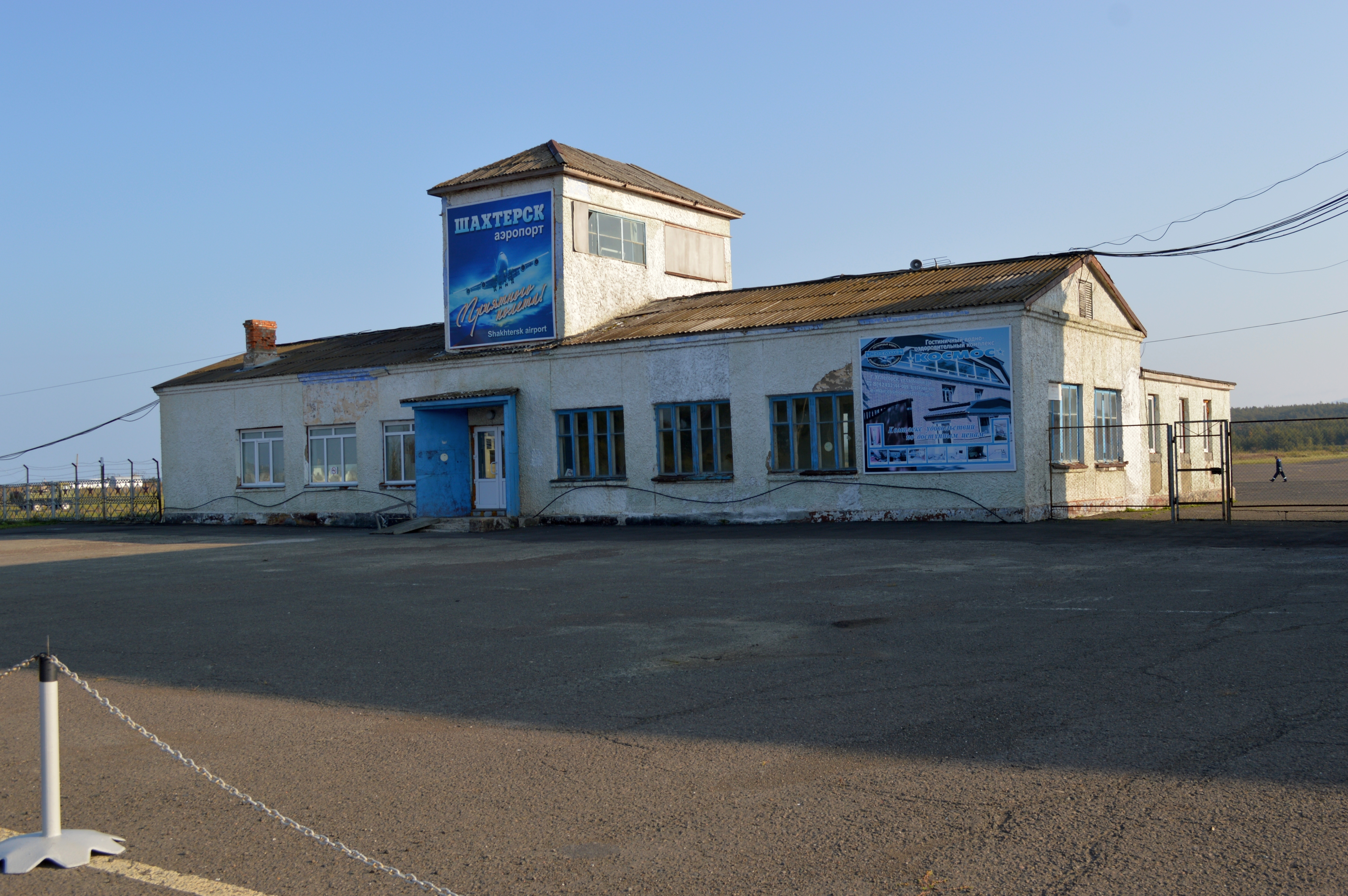
Letiště v Šachťorsku (2016)
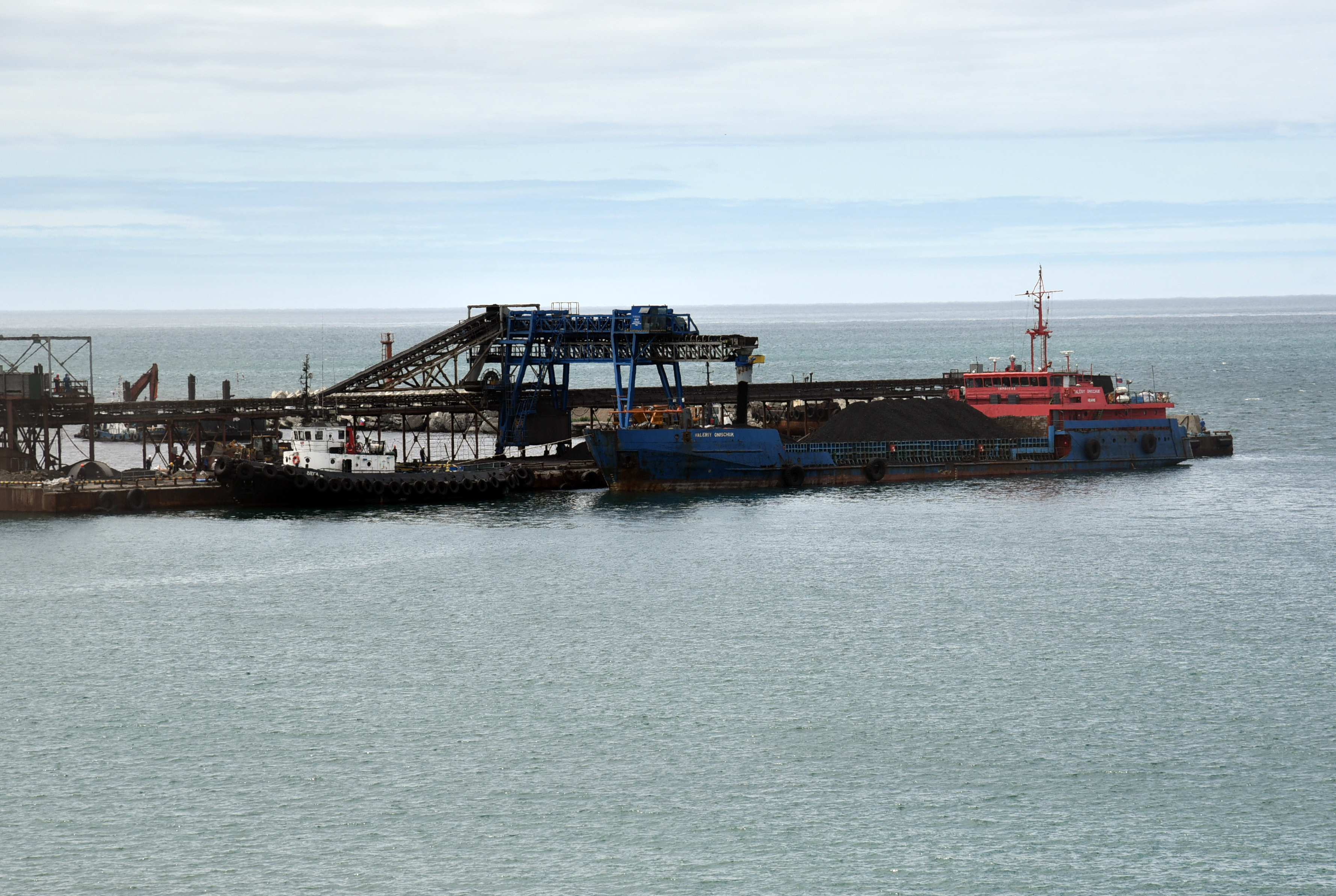
Uhelný námořní přístav v Šachťorsku (2015)